# Escudo de Atlatlahucan

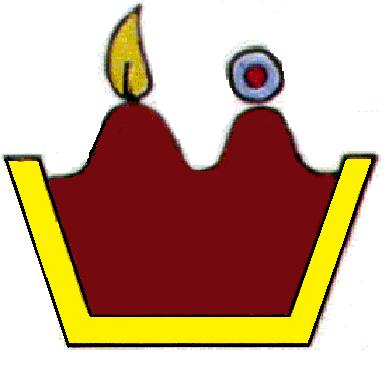
Escudo de Atlatlahucan

El escudo de Atlatlahucan es el escudo del municipio mexicano del mismo nombre.
Atlatlahucan proviene etimológicamente del Náhuatl a-atla "barranca" tla en medio de: ucan: lugar. Nada que ver con rojo porque Atlatlahucan no tiene agua roja y nada que lo relacione;  y se traduce como:" Lugar en medio de barrancas". Y anterior mente Atlatlahucan se escribía Atlatlaucan que es la forma correcta.
El escudo del municipio es un símbolo que representa las dos barrancas. Según cuentan las personas nativas del lugar el nombre y color rojo en nahuatl significa tlauki nada que ver con el significado. 
- Datos: Q5837881